# Ophiderpeton
L’ofiderpeton (gen. Ophiderpeton) è un anfibio estinto appartenente agli aistopodi. Visse verso la fine del Carbonifero inferiore e l'inizio del Carbonifero superiore (346 – 310 milioni di anni fa). I suoi resti sono stati ritrovati in Nordamerica (Ohio) e in Europa (Repubblica Ceca e Scozia).

## Descrizione
Come tutti gli appartenenti agli aistopodi, questo animale possedeva un corpo allungatissimo e sottile, totalmente privo di arti e simile a quello di un serpente.  Il corpo, in totale, aveva 230 vertebre e raggiungeva la lunghezza di circa 70 centimetri. Il cranio, lungo poco più di cinque centimetri, era caratterizzato da grandi orbite poste sulla parte anteriore, che con tutta probabilità ospitavano grandi occhi. Il muso era allargato anteriormente e dotato di denti robusti. Nonostante l'ofiderpeton fosse uno dei più antichi e primitivi aistopodi, la forma del corpo era già eccezionalmente specializzata.

## Specie primitive
Nel famoso giacimento di East Kirkton sono stati scoperti i resti di una particolare specie di Ophiderpeton, denominata O. kirktonense, che è considerata il più antico aistopode noto. Nonostante l'antichità, questa forma era già eccezionalmente specializzata e il corpo era già privo di arti. Evidentemente, gli aistopodi compirono una rapidissima evoluzione nel giro di pochi milioni di anni, ma le prime fasi del loro sviluppo non sono rappresentate da resti fossili. Un genere assai simile a Ophiderpeton, ma vissuto qualche milione di anni dopo, era Oestocephalus. Altri aistopodi più specializzati apparvero nel corso del Carbonifero superiore, come Phlegethontia e Dolichosoma.

## Habitat
Si presume che l'ofiderpeton vivesse in ambienti semiacquatici, o forse tra i resti marcescenti delle grandi foreste carbonifere. Probabilmente si cibava di piccoli invertebrati come insetti, millepiedi e vermi, che ebbero un enorme sviluppo in quel periodo.